# Pointe du Van
De Pointe du Van is een kaap of eerder een klif in zee van Cap Sizun, Finistère, regio Bretagne. 
Men neemt hiervoor de weg, die dicht langs de noordkust naar de Pointe du Van loopt, zo'n 30 km vanaf Douarnenez. Na een rit van 20 km heeft men de gelegenheid voor een uitstap naar, het aan de kust liggende Réserve de Cap Sizun, een vogelreservaat, waar vanaf half maart tot eind augustus, rondleidingen worden gehouden. Voor een bezoek mag een verrekijker niet ontbreken voor het observeren van duizenden zeevogels. 6 km ten zuidwesten van de Pointe du Van, waarheen men de laatste 700 meter te voet moet afleggen (in de zomermaanden vindt men in het dorp Trouguer gidsen), ligt de Pointe du Raz. Tussen deze kapen ligt de brede Baie des Trépassés.